# 佛肚竹
葫蘆竹（學名：Bambusa ventricosa），又名結頭竹、佛竹、佛肚竹，为禾本科簕竹属下的一个种。分布于中国广东省。
本种常作盆栽观赏。

## 圖片

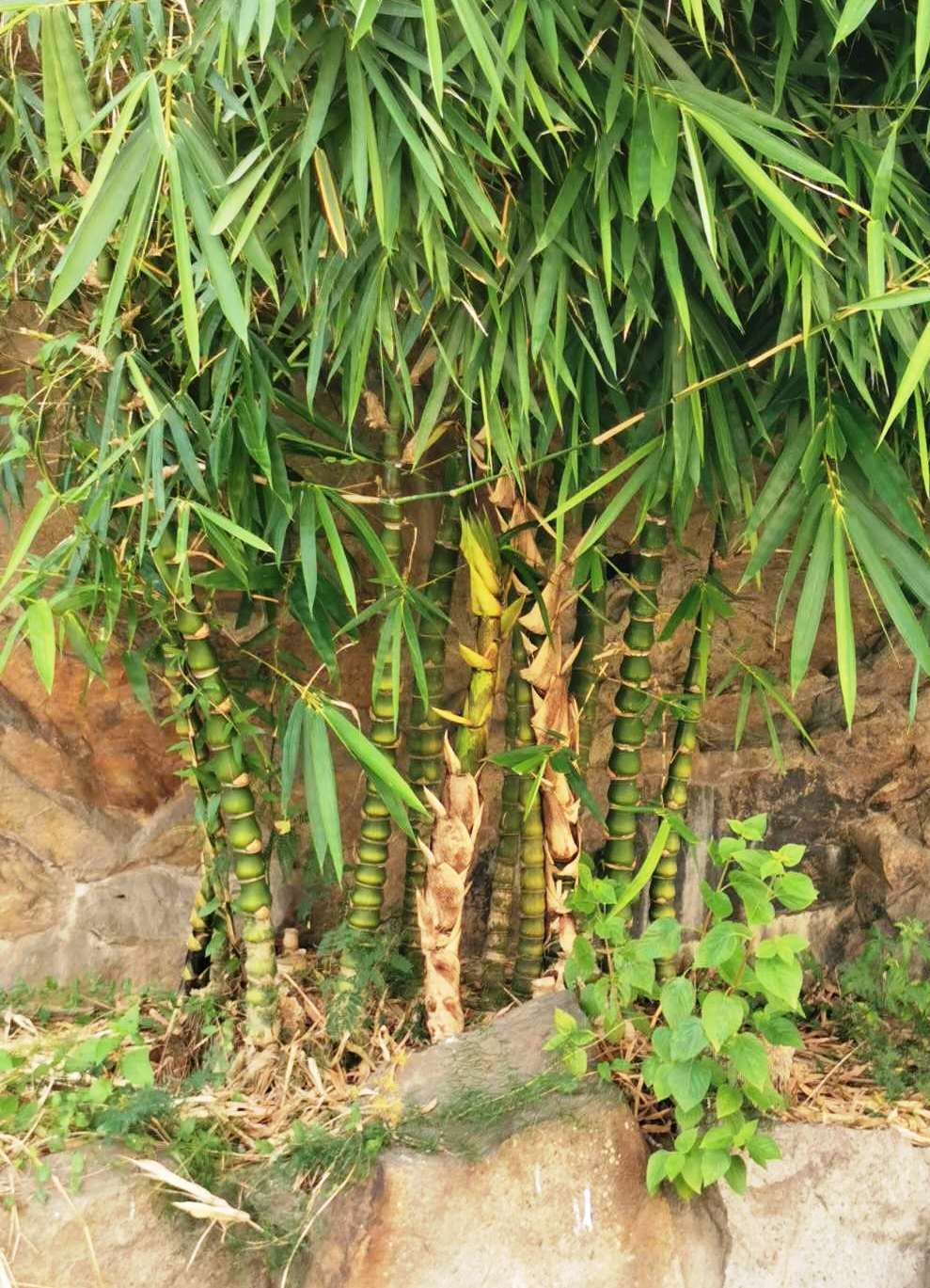
佛肚竹。金門，台灣
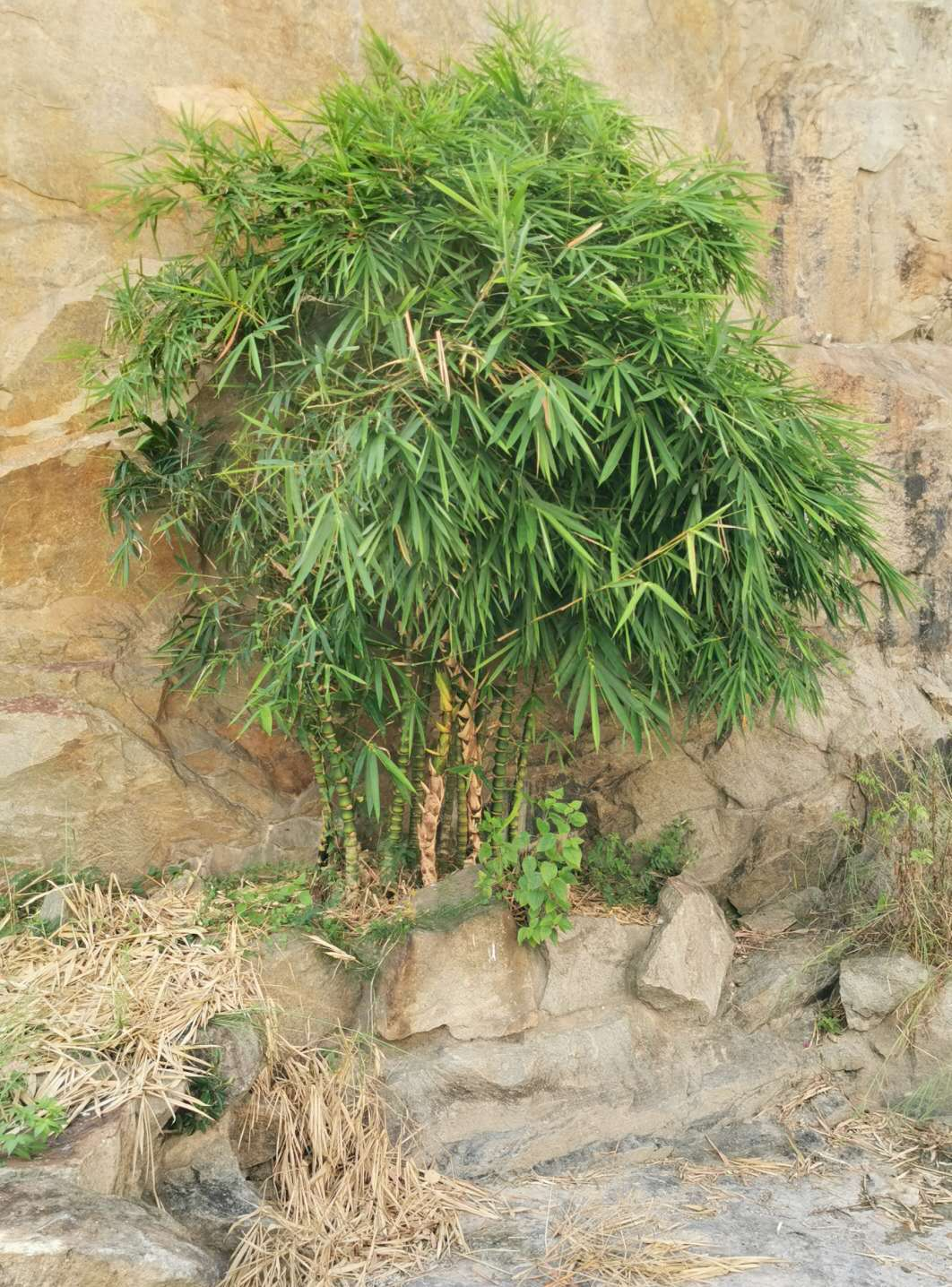
佛肚竹。金門，台灣

## 扩展阅读
- 維基物種上的相關：佛肚竹
- 维基共享资源上的相關多媒體資源：佛肚竹